# Don't Get Bent Out of Shape
Don't Get Bent Out of Shape —en español: No pierdas la forma— es el quinto demo casero del músico y compositor estadounidense Beck. Fue publicado y grabado en 1992. 
El diseño tanto de la portada como la parte trasera del casete está hecha por Beck.
La canción Fume se incluyó posteriormente como lado B en el sencillo de Loser.

## Lista de canciones
| Lado A |                                       |          |  |
| N.º    | Título                                | Duración |  |
| 1.     | «Fume»                                | 3:19     |  |
| 2.     | «The Highway Won't Get You to Heaven» | 2:46     |  |
| 3.     | «Why Can't I Believe in You?»         | 3:06     |  |
| 4.     | «Get Yourself Back Home»              | 2:19     |  |
| 5.     | «Ace of Spade»                        | 2:47     |  |
| 6.     | «Whiskey Be Your Lover»               | 3:22     |  |
| 7.     | «Hollow Log»                          | 3:04     |  |
| 8.     | «In the Eyes of the Lord»             | 5:23     |  |
| 9.     | «Don't Shit Me, Mama»                 | 2:37     |  |
| 10.    | «You Done Wrong»                      | 2:08     |  |

| Lado B |                                          |          |  |
| N.º    | Título                                   | Duración |  |
| 1.     | «When the Water Will Take Back the Land» | 2:19     |  |
| 2.     | «Cut 1/2 Blues»                          | 2:31     |  |
| 3.     | «Run From the World»                     | 1:50     |  |
| 4.     | «Poor Misguided Soul»                    | 3:16     |  |
| 5.     | «Don't Believe the Junk They Put On You» | 2:58     |  |
| 6.     | «Gettin' Home»                           | 3:03     |  |
| 7.     | «Don't Get Bent Out of Shape»            | 2:58     |  |
| 8.     | «In this World»                          | 3:27     |  |
| 9.     | «México»                                 | 5:18     |  |
| 10.    | «A Man Named Will»                       | 2:52     |  |